# Liste der Baudenkmale in Flieth-Stegelitz
In der Liste der Baudenkmale in Flieth-Stegelitz sind alle Baudenkmale der brandenburgischen Gemeinde Flieth-Stegelitz und ihrer Ortsteile aufgelistet. Grundlage ist die Veröffentlichung der Landesdenkmalliste mit dem Stand vom 31. Dezember 2020.

## Baudenkmale in den Ortsteilen
In den Spalten befinden sich folgende Informationen:
- ID-Nr.: Die Nummer wird vom Brandenburgischen Landesamt für Denkmalpflege vergeben. Ein Link hinter der Nummer führt zum Eintrag über das Denkmal in der Denkmaldatenbank. In dieser Spalte kann sich zusätzlich das Wort Wikidata befinden, der entsprechende Link führt zu Angaben zu diesem Denkmal bei Wikidata.
- Lage: die Adresse des Denkmales und die geographischen Koordinaten. Link zu einem Kartenansichtstool, um Koordinaten zu setzen. In der Kartenansicht sind Denkmale ohne Koordinaten mit einem roten beziehungsweise orangen Marker dargestellt und können in der Karte gesetzt werden. Denkmale ohne Bild sind mit einem blauen bzw. roten Marker gekennzeichnet, Denkmale mit Bild mit einem grünen beziehungsweise orangen Marker.
- Bezeichnung: Bezeichnung in den offiziellen Listen des Brandenburgischen Landesamtes für Denkmalpflege. Ein Link hinter der Bezeichnung führt zum Wikipedia-Artikel über das Denkmal.
- Beschreibung: die Beschreibung des Denkmales
- Bild: ein Bild des Denkmales und gegebenenfalls einen Link zu weiteren Fotos des Baudenkmals im Medienarchiv Wikimedia Commons

### Flieth
| ID-Nr.                           | Lage   | Bezeichnung    | Beschreibung                                                                                             | Bild           |
| -------------------------------- | ------ | -------------- | --- | -------------- |
| 09130426                         | (Lage) | Kirche (Ruine) | Die ehemalige Kirche stammt aus der zweiten Hälfte des 13. Jahrhunderts. Die Kirche ist 1945 abgebrannt. | weitere Bilder |
| 09131283 Teilobjekt zu: 09130426 | (Lage) | Glocke         | Die Glocke befindet sich in dem freistehenden Glockenstuhl.                                              | BW             |

### Stegelitz
| ID-Nr.                           | Lage                 | Bezeichnung | Beschreibung | Bild           |
| -------------------------------- | -------------------- | ----------- | --- | -------------- |
| 09130250                         | Dorfstraße 25 (Lage) | Wohnhaus    | | Wohnhaus       |
| 09130667                         | Dorfstraße 38 (Lage) | Kirche      | Die evangelische Kirche stammt aus der zweiten Hälfte des 13. Jahrhunderts. In den Jahren 1721 bis 1737 wurde die Kirche umgebaut. Der Turmaufsatz stammt aus dem Jahre 1734. Das Innere wurde im 16. Jahrhundert zur zweischiffigen Halle umgebaut. Der Altaraufsatz aus dem Jahre 1598 ist mit der originalen Farbfassung erhalten. 1734 wurde das Denkmal an den Generalfeldmarschall Georg Abraham v. Arnim errichtet. | weitere Bilder |
| 09131145 Teilobjekt zu: 09130667 | Dorfstraße 38 (Lage) | Orgel       | | BW             |

### Suckow
| ID-Nr.                           | Lage   | Bezeichnung                                                                                 | Beschreibung | Bild         |
| -------------------------------- | ------ | ------------------------------------------------------------------------------------------- | ------------ | ------------ |
| 09130427                         | (Lage) | Gutsanlage, bestehend aus Inspektorenhaus, Wirtschaftsgebäude und Gutspark mit Erbbegräbnis |              | BW           |
| 09131740 Teilobjekt zu: 09130427 | (Lage) | Inspektorenhaus                                                                             |              | BW           |
| 09131741 Teilobjekt zu: 09130427 | (Lage) | Wirtschaftsgebäude                                                                          |              | BW           |
| 09131742 Teilobjekt zu: 09130427 | (Lage) | Gutspark                                                                                    |              | BW           |
| 09131182 Teilobjekt zu: 09130427 | ()     | Erbbegräbnis                                                                                |              | Erbbegräbnis |